# Morretes
Morretes este un oraș în Paraná (PR), Brazilia.